# Cypripedium dickinsonianum
Cypripēdium dickinsonianum — травянистое растение; вид секции Irapeana рода Башмачок семейства Орхидные.
Вид назван в честь художника и коллекционера орхидей Stirling Dickinson.
Относится к числу охраняемых видов (II приложение CITES).
Редкий, находящийся под угрозой исчезновения вид. Известно лишь из нескольких небольших популяций и отдельные находки. Гербарных образцов около 15.

## Распространение и экология
Мексика (штат Чьяпас, восточная часть штата Керетаро), Гватемала и Гондурас. Встречается на высотах от 700 до 1700 метров над уровнем моря. Можжевеловые и смешанные леса, прогалины и поляны, часто в местах с карстовыми процессами. Предпочитает влажные и богатые гумусом субстраты в тенистых и полутенистых местах. Цветение с конца июля по август.

## Ботаническое описание
Травянистые многолетники высотой до 42 см. Растение начинает цвести будучи от 20 до 25 см высотой. Встречаются, как одиночные растения, так и колонии образовавшиеся в результате вегетативного размножения посредством ползучего корневища.
Цветки от 2,5 до 3 см, в количестве от 1 до 8, ярко-жёлтого цвета. Губа полупрозрачная с ярко-жёлтыми сетчатым рисунком. Цветки самоопыляющийся.

## В культуре
Как и другие представители секции Irapeana, этот вид невозможно культивировать. Возможно, контрабандные растения иногда попадают в продажу в США и Европе.
Зоны морозостойкости: 10 или выше.